# Бахметев, Андрей Аркадьевич
Андрей Аркадьевич Бахмет(ь)ев (ок. 1790 — 1844) — генерал-майор русской императорской армии.

## Биография
Родился около 1790 года.
Воспитывался в Пажеском корпусе и в 1805 году из камер-пажей был выпущен прапорщиком в Лейб-гвардии Измайловский полк. Участвовал в сражении при Фридланде, награждён орденом Св. Анны 3-й степени. В звании поручика участвовал в сражении при Бородино, в котором был ранен картечью в левую руку и награждён орденом Св. Владимира 4-й степени с бантом. В 1813—1814 годах сражался при Лютцене и Бауцене, награждён золотым оружием «За храбрость»; за сражение под Кульмом награждён орденом Св. Анны 2-й степени.
C 17 июля 1818 года — флигель-адъютант полковник; с 1820 года до апреля 1826 года — командир Черниговского конно-егерского полка; 26 ноября 1826 года награждён орденом Св. Георгия 4-й степени (№ 3885).
Был уволен генерал-майором 8 февраля 1828 года. После отставки поселился в Саратовской губернии, в селе Лысые горы.
Умер в 1844 году.
Был женат на двоюродной сестре Николая Ивановича Бахметева — Александре Николаевне Матюниной. Их дети: Николай (30.11.1822—?), Владимир (15.03.1831—?) и Александр (15.03.1831—?). Род был внесён во 2-ю часть дворянской родословной книги Казанской губернии по определению Казанского дворянского депутатского собрания от 17 июня 1858 года и утверждён указом Герольдии от 9 января 1859 года.